# Minerva Hase
Minerva Fabienne Hase (Berlín, 10 de junio de 1999) es una deportista alemana que compite en patinaje artístico, en la modalidad de parejas.
Ganó dos medallas en el Campeonato Mundial de Patinaje Artístico sobre Hielo, en los años 2024 y 2025, y una medalla de oro en el Campeonato Europeo de Patinaje Artístico sobre Hielo de 2025.

## Palmarés internacional
| Campeonato Mundial | Campeonato Mundial      | Campeonato Mundial | Campeonato Mundial |
| Año                | Lugar                   | Medalla            | Categoría          |
| ------------------ | ----------------------- | ------------------ | ------------------ |
| 2024               | Montreal (Canadá)       | Medalla de bronce  | Parejas            |
| 2025               | Boston (Estados Unidos) | Medalla de plata   | Parejas            |
| Campeonato Europeo |                         |                    |                    |
| Año                | Lugar                   | Medalla            | Categoría          |
| 2025               | Tallin (Estonia)        | Medalla de oro     | Parejas            |